# Beal Izvor, Kărdjali
Beal Izvor (în bulgară Бял Извор) este un sat în comuna Ardino, regiunea Kărdjali,  Bulgaria. 

## Demografie
Componența etnică a satului Beal Izvor
     Bulgari (6,31%)
     Turci (63,36%)
     Nicio identificare (30,31%)
     Altele (0%)
La recensământul din 2011, populația satului Beal Izvor era de 1.646 locuitori. Din punct de vedere etnic, majoritatea locuitorilor (63,36%) erau turci, cu o minoritate de bulgari (6,31%). Pentru 30,31% din locuitori nu este cunoscută apartenența etnică.